# 庞明义
庞明义（1920年—？），男，山东微山人，中华人民共和国工人，安徽省淮南煤矿机械厂原钳工组长，全国先进生产者，曾任第二、三届全国人大代表。